# A Fragment on Ontology
A Fragment on Ontology è un'opera filosofica di Jeremy Bentham che si propone di compiere un excursus nel campo dell'ontologia:

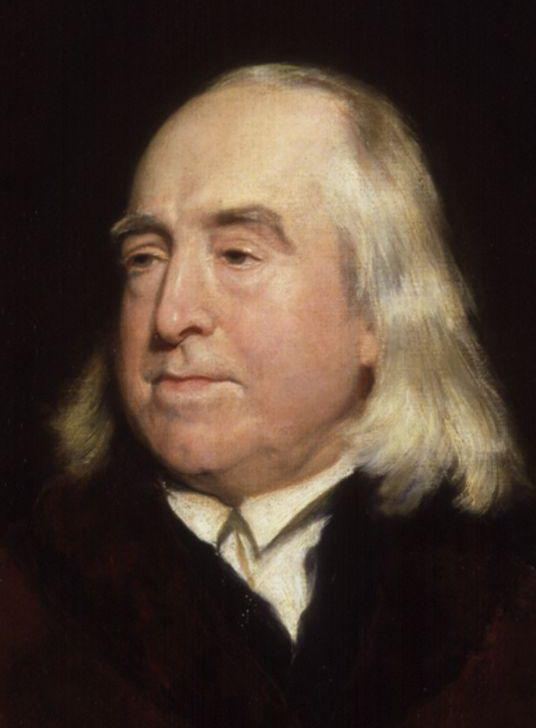
Jeremy Bentham

(J. Bentham, A Fragment on Ontology, p. 195)

## L'"entità"
Con il termine ‘entità’ (entity), Bentham designa ogni oggetto che è indicato grammaticalmente da un sostantivo.
Le entità che formano un intero logico possono essere divise sino al principio base originario per cui alla fine si hanno due tipi di entità:
1) le entità percettibili: quelle che sono oggetto di una immediata percezione sensoriale; ad esempio i corpi (bodies, le sostanze corporee),
2) e le entità inferenziali: delle cui esistenza ci si convince attraverso la riflessione, attraverso una catena di ragionamenti ad esempio l'anima (quale realtà separata dal corpo), Dio, gli angeli, i diavoli, e, in generale, le sostanze incorporee.
Ciascuna di queste si suddivide, a sua volta, nelle categorie delle entità reali e delle entità fittizie: abbiamo, così,
1a) entità percettibili reali,
1b) entità percettibili fittizie,
2a) entità inferenziali reali ed
2b) entità inferenziali fittizie.
(J.Bentham, (A Fragment, p. 196))
Per Bentham sono entità reali le sostanze corporee, le percezioni e le idee.
Un'entità fittizia è, invece, 
(Op.cit., p. 197)
Secondo Bentham «ogni nome-sostantivo che non sia il nome di un'entità reale, percepibile o inferenziale, è il nome di un'entità fittizia»

## Entità fittizia: una contraddizione in termini?
Ma, si chiede Bentham, l'espressione ‘entità fittizia’ non è forse una contraddizione in termini? 
(Op.cit,p. 198)
Secondo Bentham, l'origine di questa apparente contraddizione «sta nella natura del linguaggio: quello strumento senza cui non può essere detto niente e a stento si può fare qualcosa, benché di per sé non sia niente»
(Op. cit., p. 198)
 Senza la finzione dell'esistenza di entità fittizie, secondo Bentham, il linguaggio – o almeno, il linguaggio umano – non potrebbe esistere.

## Le "non-entità"
Per illustrare meglio questo punto, Bentham contrappone alle entità fittizie le non-entità.
Il termine entità fittizia designa «quelle specie di oggetti che in ogni lingua, ai fini del discorso, devono essere espressi come esistenti – si deve parlarne nella stessa maniera di quegli oggetti che realmente hanno esistenza e ai quali s'intende seriamente attribuirla; ma senza alcun pericolo di produrre la convinzione che essi posseggano, ognuno per sé stesso, un'esistenza separata, o più precisamente, un'esistenza reale»
Per contro sono non-entità quelle di cui si parla come fossero reali, ma di cui si asserisce l'esistenza allo scopo di «produrre nelle menti cui è rivolta la comunicazione una forte convinzione dell'esistenza di un oggetto conforme alla descrizione così espressa».
In particolare, appartengono alla categoria delle non-entità il diavolo, i fantasmi e tutti gli animali e personaggi di fantasia.
Riassumendo: 

sono entità fittizie quelle entità che non sono né entità reali, né non-entità, 
ossia quelle entità che esistono solo in e per il linguaggio, quelle entità di cui si parla come se fossero entità reali, ma senza il rischio e l'intenzione di persuadere della loro reale esistenza.
Bentham ritiene che ogni entità fittizia intrattenga una relazione con un'entità reale e possa essere intesa solo tenendo in conto tale relazione.
Le entità fittizie sono, pertanto, classificabili in entità fittizie di primo, secondo, terzo grado, ecc., a seconda che, per la loro comprensione, sia sufficiente far riferimento alla relazione che intercorre tra esse e un'entità reale, o, invece, sia necessario prendere in considerazione anche altre entità fittizie di primo, secondo, terzo grado, ecc.

## La classificazione delle entità fittizie
Nel secondo capitolo dell'edizione Bowring, Bentham prosegue la sua indagine con una particolareggiata classificazione delle entità fittizie.

### Le entità fittizie fisiche
In primo luogo, vengono elencate e analizzate le entità fittizie fisiche (physical fictitious entities): al riguardo è da notare che la locuzione "entità fittizie fisiche" non era impiegata nel precedente capitolo quale nome di una classe di entità: è probabile che, con tale locuzione, Bentham si riferisca alle entità percettibili fittizie.
In ogni caso, rientrano in tale categoria le seguenti entità: 
- la Sostanza,
- la Quantità,
- la Qualità,
- la Relazione,
- il Luogo,
- il Tempo,
- la Situazione,
- il Possesso,
- l'Azione,
- la Passione.

#### La sostanza (ossia la Materia)
Tra queste, la Sostanza e il Possesso vengono elencate da Bentham nella sezione I del capitolo II, ma non sono trattate in tale sede. Il concetto di sostanza viene precisato nella sezione II del capitolo I, in rapporto al concetto di materia.
Per Bentham «la parola sostanza è il nome di una classe di entità reali, dell'unica classe che abbia in essa delle entità corporee» (J. Bentham, A Fragment on Ontology, cit., p. 201, corsivo nel testo).
Tale ridefinizione è, ovviamente, in contrasto con l'elencazione della Sostanza tra le entità fittizie fisiche contenuta nella sezione I (ma in un diverso manoscritto), tuttavia può essere letta come una specificazione, ossia, per Bentham, quando si parla della Sostanza come entità fittizia, ci si dovrebbe più correttamente riferire alla Materia: 
(Op.cit., p. 201.)

### Entità fittizie assolute di primo grado
In secondo luogo, la trattazione si concentra sulle 
- entità fittizie assolute di primo grado:

la Materia,
la Forma,
la Quantità
e lo Spazio, che, secondo Bentham, può essere più propriamente considerato come un'entità semi-reale.

### Entità fittizie assolute di secondo grado
Segue l'analisi delle entità fittizie assolute di secondo grado
la Qualità
e la Modificazione,
della Relazione e delle entità fittizie ad essa connesse.

#### La Relazione
Per Bentham «l'entità fittizia chiamata relazione si estende talmente da assorbire tutte le altre»: risultano connesse con la relazione, la diversità, l'identità, il luogo, le modificazioni di tempo, il movimento, la quiete, l'azione, la passione, la subordinazione, l'opposizione, la connessione, la relazione causa-effetto, l'esistenza e le sue molteplici modificazioni (non-esistenza, futuro, realtà, possibilità, impossibilità).

### Le entità fittizie concomitanti
L'indagine prosegue con le entità fittizie denominate in rapporto alla loro concomitanza (l'oggetto, il soggetto e lo scopo prefisso), le entità fittizie concomitanti che risultano dal processo di aggregazione, divisione e subordinazione («Regno, classe, ordine, genere, specie, varietà, sono stati i nomi dati a queste caselle, a questi ricettacoli fittizi», le entità fittizie politiche e quasi politiche, quelle appartenenti alla relazione causa-effetto e, infine, l'analisi si conclude con l'esistenza e le classi di entità fittizie ad essa associate.
Quest'ultima sezione è quanto mai problematica. Per Bentham l'esistenza, in quanto qualità, è, al pari dell'assenza e della non-esistenza, un'entità fittizia.
Tra le entità fittizie ad essa connesse Bentham prende in considerazione la necessità, l'impossibilità, la certezza, l'incertezza, la probabilità, l'improbabilità, la realtà e la potenzialità e le classifica come «qualità fittizie (…) mere chimere, mere creature dell'immaginazione – non-entità».
In sintesi, secondo Bentham tutte le qualità sono entità fittizie, ma alcune di esse vengono qualificate come "qualità reali" ed altre come "qualità fittizie", queste ultime, poi, sono assimilate alle non-entità. Sembra davvero arduo fornire un'interpretazione coerente di questo passaggio.

## Edizione e traduzione
- Jeremy Bentham, A Fragment on Ontology, New York, 1962.
- Jeremy Bentham, Teoria delle finzioni, a cura di Rosanna Petrillo, Napoli, Cronopio, 2001.